# Tihotapljenje
Tihotápljenje je nezakonit prevoz predmetov ali ljudi, kot na primer iz hiše ali stavbe, v zapor, ali čez mednarodne meje, v nasprotju z veljavnimi zakoni in drugimi predpisi.
Obstajajo različne motivacije za tihotapljenje. Ti vključujejo udeležbo v nezakoniti trgovini, kot je trgovina s prepovedanimi drogami, nezakonitega priseljevanja ali nezakonitega izseljevanja, davčne utaje, ki zagotavljajo tihotapsko blago zaporniku, ali krajo predmetov, ki se pretihotapijo. Primeri nefinančnih motivacij vključujejo vnos prepovedanih predmetov mimo varnostno kontrolne točke (na primer varnostne službe na letališču) ali odstranitev zaupnih dokumentov s strani vlade ali pisarne podjetja.
Tihotapljenje je pogosta tema v književnosti, od Bizetove Carmen do knjig Jamesa Bonda (in poznejših filmov) Diamanti so zavedno (Diamonds are Forever) in Zlati prst (Goldfinger).

## Etimologija
Glagol pretihotapiti, iz nemške besede schmuggeln ali nizozemske smokkelen (= "da prevažate (blago) nezakonito"), očitno pogosta tvorba besednega pomena, "na skrivaj", je verjetneje vstopila v angleški jezik v letih 1600–1700.

## Vrste tihotapljenja

### Tihotapljenje blaga
Do tihotapljenja pride, ko podjetni trgovci poskušajo dobaviti zahtevo po povpraševanju za blago ali storitev, ki je nezakonita ali visoko obdavčena. Kot rezultat, nezakonite trgovine s prepovedanimi drogami in tihotapljenjem orožja (trgovina z nezakonitim orožjem), kot tudi alkohola in tobaka, so razširjeni. Tihotapec se sooči z veliko tveganji za civilne in kazenske sankcije, če so ujeti pri tihotapljenju.

### Tihotapljenje ljudi
V zvezi s tihotapljenjem ljudi je treba razlikovati med tihotapljenjem ljudi kot storitev za tiste, ki želijo, da se nezakonito selijo in neprostovoljno trgovino z ljudmi. Po ocenah 90% ljudi, ki so nezakonito prestopile mejo med Mehiko in ZDA so verjeli, da so plačali tihotapcu, da jih vodi čez.

### Trgovina z ljudmi
Trgovanje z ljudmi, včasih poimenovane trgovine z belim blagom ali v veliko primerih gre za primer spolnih storitev, spolno trgovanje (spolni odnosi) ni isto, kot tihotapljenje ljudi. Tihotapec bo omogočil nezakoniti vstop v državo za neko plačilo (provizijo) in ob prihodu v namembni kraj, pretihotapljena oseba je prosta (svobodna);žrtev trgovine z ljudmi je prisiljena na nek način. Žrtve se ne strinjajo, da so trgovane: so prevarane, zvabljene z lažnimi obljubami, ali pa prisiljeni v to. Preprodajalci uporabijo prisilne taktike, vključno s prevarami, goljufijami, ustrahovanjem, izolacijam, fizičnimi grožnjami in uporabo sile, služenja zaradi zadolženosti ali celo na silo drogiranje žrtev zaradi nadzora le-teh.
V glavnem so večina žrtev ženske  in včasih otroci, druge žrtve vključujejo tudi moške, ženske in otroke ki so prisiljeni v ročno in poceni delovno silo. Zaradi nezakonite narave trgovanja je natančen obseg neznan. Poročilo ameriške vlade objavljeno leta 2003 ocenjuje, da 800.000 - 900.000 ljudi po vsem svetu se vsako leto trguje preko meja. Ta številka ne vključuje tistih, ki so žrtve notranje trgovine z ljudmi.

#### Trgovina z otroki
Revščina je eden od razlogov za trgovino z otroki in nekateri otroci so se pretihotapili s privolitvijo svojih staršev. Kar 50% pretihotapljenih so otroci. Na Filipinih, med 60.000 do 100.000 otrok je žrtev trgovine z ljudmi, za delo v spolni industriji.

#### Trgovina z ljudmi in migracije
Vsako leto je na stotine tisočev migrantov preseljenih nezakonito, z zelo organiziranimi mednarodnimi tihotapskimi in trgujočimi skupinami, pogosto v nevarnih ali nečloveških razmerah. Ta pojav je rasel v zadnjih letih, saj ljudje v državah z nizkimi dohodki se potegujejo za vstop k razvitim državam zaradi boljšega življenja oz. delovnih mest. Tihotapljenje migrantov in trgovina z ljudmi sta dve ločeni kaznivi dejanji in se razlikujeta v nekaj osrednjih vidikih. Medtem ko se "tihotapljenje"  nanaša na omogočanje nezakonitega vstopa osebe v državo, "trgovina" vključuje element izkoriščanja.
Dejstvo je, da je tihotapljenje ljudi globalno naraščajoči pojav. To je mednarodni kriminal, ogromno kršenje človekovih pravic in je sodobna oblika suženjstva. Ekonomska nestabilnost je glavni razlog za nezakonito gibanje migracij v svetu. Kljub temu, se veliko voljnih migrantov loteva nevarnega potovanja do namembne države s kriminalnimi družbami, specializiranimi za tihotapljenje ljudi. Te družbe uredijo vse za migrante, ampak za visoko ceno.
Zelo pogosto so potovalne razmere nečloveške: migranti so prenatrpani v tovornjakih ali čolnih, zato se pogosto zgodijo nesreče s smrtnim izidom. Po prihodu v namembno državo, jih njihova nelegalnost postavlja na milost in nemilost njihovih tihotapcev, ki pogosto prisilijo migrante delati nekaj let na nezakonitem trgu dela, da bi poplačali njihove dolgove, ki so nastali kot posledica njihovega prevoza v državo.